# Deportes Provincial Osorno
O Club Deportivo Deportes Provincial Osorno, também conhecido como Provincial Osorno, é um clube de futebol chileno, com sede em Osorno, comuna e cidade da província homônima, na região de Los Lagos.
Fundado em 3 de dezembro de 2012, o clube manda seus jogos no Municipal Rubén Marcos Peralta, praça esportiva de propriedade da Municipalidade [ou "Prefeitura"] de Osorno, com capacidade estimada para 11 000 espectadores.
Compete desde 2023 na Segunda División Profesional, a terceira e última divisão profissional do Campeonato Chileno.

## História

### Inícios
Foi fundado em 3 de dezembro de 2012, sob o nome de Deportes Provincial Osorno. Sua criação foi iniciativa dos sócios e torcedores do Club Deportivo Provincial Osorno, que havia sido desfiliado pela Associação Nacional de Futebol Profissional do Chile (ANFP). Além disso, também foi desfiliado da Associação Nacional de Futebol Amador do Chile (ANFA), devido à sua participação na recém-criada Segunda División Profesional na temporada inaugural daquele ano. Durante os anos de 2012 e 2013, a equipe competiu na Associação de Futebol de Osorno, associação local de futebol amador no Chile.

### Quinta e quarta divisão (Tercera División)
Em 2014, o clube foi aceito pela ANFA para disputar o Campeonato Nacional da Tercera División B, liga amadora correspondente à quinta divisão futebol chileno. Em sua temporada de estreia, terminou na segunda colocação do Grupo Sul, com 28 pontos, classificando-se para a segunda fase, onde dividiu grupo com Deportes Tocopilla, Chimbarongo FC e Gasparín FC. Estes dois últimos acabaram avançando à fase final, enquanto o Deportes Provincial Osorno terminou em terceiro lugar, com 10 pontos.
Em 2015, o clube começou disputando a Copa Absoluta, sendo eliminado nas oitavas de final pelo Deportes Rengo, que viria a ser o campeão do torneio. Já no Campeonato Nacional da Tercera División B, obteve um desempenho diferente: foi segundo colocado do Grupo Sul, classificando-se por saldo de gols, já que empatou em 45 pontos com o Gendarmería de Chile (Osorno +46 contra +33 do adversário). No Quadrangular Final, terminou como vice-campeão, com 10 pontos, garantindo o acesso em um empate por 1 a 1 frente ao AC Colina, subindo junto com o campeão Deportes Recoleta.
Durante a temporada de 2016, foi eliminado ainda na fase de grupos da Copa Absoluta. Contudo, na segunda metade do ano, o Deportes Provincial Osorno conquistou o título do Campeonato Nacional da Tercera División A, liga amadora correspondente à quarta divisão chilena, após 28 rodadas, garantindo o acesso ao derrotar o Deportes Recoleta por 3 a 1, em duelo decisivo. Ambos os clubes foram promovidos à categoria seguinte.

### Estreia e rebaixamento daSegunda División
Em 2017, o clube disputou o Campeonato de Transição da Segunda Divisão Profissional, liga profissional equivalente à terceira divisão do futebol no Chile, sob o nome de Club de Deportes Osorno S.A.D.P., nome que foi aprovado pela ANFP. Infelizmente, para a expectativa de torcedores e sócios, a equipe terminou na última colocação, com apenas 16 pontos, sendo rebaixada diretamente para a Terceira Divisão A do Chile no ano seguinte, acompanhada por Deportes Pintana e Naval de Talcahuano, este último rebaixado por decisão administrativa, devido ao não pagamento de salários aos seus jogadores.

### Regresso àTercera
Em 2018, o clube passou a se chamar Club de Deportes Provincial Osorno. A temporada começou com resultados negativos, o que provocou a saída do técnico Mauricio Sanz, que, em seus primeiros 8 jogos, conquistou apenas 5 dos 24 pontos possíveis. Para substituí-lo chegou Nelson Mores, com quem a equipe apresentou um desempenho superior e conseguiu se manter afastada da zona de rebaixamento (ou de promoção/rebaixamento). O clube terminou na 11.ª posição, 15 pontos acima do 14.º colocado, que teve de disputar o playoff de permanência.
Em 29 de janeiro de 2019, foi anunciado que Felipe Astorga seria o novo treinador do clube para a temporada. Em março, o clube foi escolhido pela ANFP como um dos representantes da ANFA na Copa do Chile de 2019. Na Primeira Fase, o Provincial Osorno foi sorteado para enfrentar o Deportes Puerto Montt, equipe da segunda divisão. O confronto, decidido em jogo único, foi disputado no dia 24 de março. Por sorteio, a equipe de Osorno teria o mando de campo; no entanto, a partida não pôde ser realizada no estádio da cidade, pois este não recebeu a aprovação do plano Estadio Seguro, devido a falhas estruturais e de segurança. Por conta disso, atuou como mandante no Estádio Parque Municipal, em Valdivia. O jogo terminou com vitória do Deportes Puerto Montt por 3 a 1, encerrando a participação dos Toros na Copa do Chile já na primeira fase. No dia 31 de março, o clube iniciou sua participação na Tercera A com uma derrota em casa para o Deportes Rengo. Em 2 de junho, ao término da décima rodada, o técnico Felipe Astorga renunciou ao comando da equipe por motivos pessoais. No dia seguinte, foi anunciada a chegada de Álvaro Muñoz como novo treinador do clube. O desempenho, no entanto, não foi o esperado, e a equipe lutou durante toda a temporada para evitar o rebaixamento à Tercera B. Na penúltima rodada, visitou o Brujas de Salamanca e sofreu uma pesada derrota por 4 a 0. Com isso, a equipe caiu para a 13.ª posição, apenas um ponto acima da zona de rebaixamento, ficando obrigada a vencer a última partida para se manter na categoria sem depender de outros resultados. O decisivo confronto foi disputado no dia 2 de novembro, no Estádio Rubén Marcos, contra o Trasandino, que ocupava a terceira posição na classificação, já classificado para a "liguilla" de promoção e sem chances de conquistar o título, motivo pelo qual não utilizou sua equipe titular. O jogo terminou com vitória do Provincial Osorno por 2 a 1, garantindo a permanência na Tercera A ao finalizar na 10.ª posição da classificação geral. No dia 19 de novembro, o clube anunciou a demissão de Álvaro Muñoz e, para o seu lugar, foi confirmado Marcos Millape, que assumiu o comando técnico em seu segundo período à frente da equipe, após já ter dirigido o clube entre os anos 2013 e 2017.
Durante a temporada de 2020 da Tercera A, devido à pandemia de COVID-19, o diretório da Tercera División anunciou que os clubes teriam liberdade para decidir se participariam ou não do campeonato. Em 8 de julho daquele ano, o Provincial Osorno comunicou que não participaria da competição.
Em março de 2021, foi anunciado que o novo treinador seria o argentino Ricardo Lunari. A temporada na temporada regular da Tercera A, o clube acabou sendo penalizado com a perda de 3 pontos e terminou a primeira fase na 4.ª colocação — fora da zona de classificação, que contemplava os três primeiros colocados do grupo.

### Novo acesso à terceira divisão (Segunda División Profesional)
Em junho de 2022, ainda em plena disputa da Tercera A, o argentino Ricardo Lunari renunciou ao comando técnico do time osornino, passando a equipe a ser dirigida interinamente por seu auxiliar técnico, Diego Martínez-Aceitón. Em novembro, o Octogonal Final da Tercera División consagrou o retorno do time osornino ao profissionalismo após cinco anos de ausência. O jogo decisivo ocorreu no Estádio La Portada, em La Serena, onde enfrentou o Unión Compañías e conquistaram uma importante vitória fora de casa por 2−0, com gols de Fabián Alvarado e Paolo Fuentes. No entanto, para confirmar o tão esperado acesso, a equipe ainda dependia de outro resultado: precisavam que o Deportes Rengo tropeçasse em sua partida. Para a alegria dos torcedores do time sureño, o Deportes Rengo empatou por 1−1 fora de casa contra o Municipal Santiago, resultado que garantiu ao Osorno a segunda vaga de acesso à Segunda División Profesional. Curiosamente, o próprio Deportes Rengo também acabaria ascendendo posteriormente, ao derrotar o Deportes Colina em um jogo de desempate. Assim, o Provincial Osorno selava seu retorno ao futebol profissional, coroando uma campanha emocionante.

## Cronologia no Campeonato Chileno de Futebol
| Período | Período | Nível            | Nível        | Competição           | Organização                                 | Organização |
| ------- | ------- | ---------------- | ------------ | -------------------- | ------------------------------------------- | ----------- |
| 2014    | 2015    | Quinta divisão   | Amador       | Tercera División B   | Associação Nacional do Futebol Amador       | ANFA        |
| 2016    | 2016    | Quarta divisão   | Amador       | Tercera División "A" | Associação Nacional do Futebol Amador       | ANFA        |
| 2017    | 2017    | Terceira divisão | Profissional | Segunda División     | Associação Nacional do Futebol Profissional | ANFP        |
| 2018    | 2022    | Quarta divisão   | Amador       | Tercera División "A" | Associação Nacional do Futebol Amador       | ANFA        |
| 2023    | hoje    | Terceira divisão | Profissional | Segunda División     | Associação Nacional do Futebol Profissional | ANFP        |

## Títulos
| CAMPEONATOS NACIONAIS        | CAMPEONATOS NACIONAIS | CAMPEONATOS NACIONAIS | CAMPEONATOS NACIONAIS | CAMPEONATOS NACIONAIS |
| Nível                        | Nível                 | Competição            | Título                | Ano                   |
| ---------------------------- | --------------------- | --------------------- | --------------------- | --------------------- |
| Quarta divisão               | Amador                | Tercera División "A"  | 1                     | 2016                  |
| OUTRAS CAMPANHAS DE DESTAQUE |                       |                       |                       |                       |
| Nível                        | Nível                 | Competição            | Feito                 | Ano                   |
| Quarta divisão               | Amador                | Tercera División "A"  | Vice-campeão          | 2022                  |
| Quinta divisão               | Amador                | Tercera División "B"  | Vice-campeão          | 2015                  |